# Ніагарський уступ

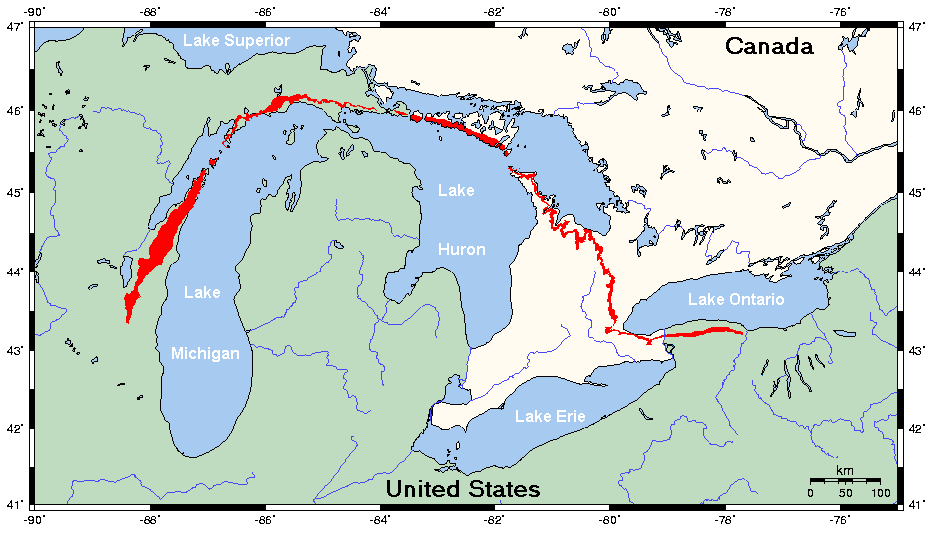
Схема пролягання Ніагарського уступу, позначено червоним

Ніагарський уступ  (Ніагарський ескарп, англ. Niagara Escarpment) — довгий ескарп, або куеста, в США і Канаді, що простягається вздовж озера Онтаріо через Ніагарський водоспад, Південне Онтаріо, через низку островів на озері Гурон, і далі через Мічиган і Вісконсин. 
Ескарп отримав велику популярність завдяки Ніагарському водоспаду, який утворює річка Ніагара, що сполучає озера Ері та Онтаріо, при перетині уступу. І хоча в одному тільки південному Онтаріо річки та струмки що перетинають уступ утворюють десятки мальовничих водоспадів, свою назву уступ отримав саме від Ніагарського водоспаду.
Ескарп є біосферним заповідником ЮНЕСКО всесвітнього значення. 
Це найстаріша лісова екосистема на сході Північної Америки, в якій ростуть найстаріші дерева цього регіону (наприклад, найстаріше дерево Онтаріо датується 688 н.е.) 
.
Ескарп не є розломом, а є результатом нерівномірної ерозії. 
Складається з Локпортської формації силурійського періоду і схожий на формацію Онондага, що проходить паралельно і трохи південніше, через Західний Нью-Йорк і Південне Онтаріо. 
Ніагарський ескарп — найвидатніший із кількох ескарпів, утворених у корінних породах басейну Великих озер. 
Ескарп частково формує окремі басейни та рельєфи озер Онтаріо, Гурон та Мічиган.
У Рочестері, штат Нью-Йорк, річка Дженесі протікає через місто трьома водоспадами через ескарп. 
Звідти ескарп тягнеться на захід до річки Ніагара, утворюючи глибоку ущелину на північ від Ніагарського водоспаду. 
У Південному Онтаріо він охоплює півострів Ніагара, прямуючи узбережжям озера Онтаріо через міста Сент-Кетерінс і Гамільтон, де в місті Мілтон різко повертає на північ у бік Джорджен-Бей. 
Потім він тягнеться узбережжям Джорджен-Бей на північний захід, через півострів Брюс і острів Манітулін, а також кілька менших островів на півночі озера Гурон, де він повертає на захід до Верхнього півострову північного Мічигану, на південь від Су-Сент-Марі. 
Він простягається вздовж півострова Гарден і островів Потаватомі до Вісконсину, через півострів Дор, а потім продовжується далі вглиб країни від західного узбережжя озера Мічиган до південно-східного краю округу Додж. 

## Утворення
Вивчення відслонень порід і керни бурових свердловин показують, що на ескарпі не відбувається зміщення шарів порід, що він є не лінією розлому, а результат нерівномірної ерозії. 
Верхня частина ескарпу — доломітовий вапняк, також відомий як долостоун, який є більш стійким і лежить поверх слабких сланців, які легше розмиваються, як «шапка», стійка до вивітрювання. 
Ескарп утворювався протягом мільйонів років у результаті процесу диференціальної ерозії цих порід різної твердості. 
З часом м’які породи вивітрюються або розмиваються під дією потоків. 
Поступове видалення м’яких порід підриває стійку скельну породу, залишаючи обрив або уступ. 
Ерозійний процес найбільше видно на Ніагарському водоспаді, де річка прискорила процес. 
Його також можна побачити на трьох водоспадах річки Дженесі в Рочестері (додаткові стійкі шари породи утворюють у деяких місцях більше одного уступу). 
Крім того, у деяких місцях товсті льодовикові відкладення, такі як Морена Оук-Ріджз, приховують Ніагарський ескарп, наприклад, на північ від Джорджтауна, Онтаріо, де він фактично продовжується під льодовиковою валунною глиною і знову з’являється далі на північ.
Доломітова шапка була відкладена у вигляді осаду на дні моря. 
У штаті Мічиган, на південь від ескарпу, верхівка куести має пологий схил, утворюючи широку улоговину, дно тропічного моря ордовик-силурійського періоду. (Ескарп — по суті, залишки берегової лінії цього моря.) 
Там постійне відкладення дрібних черепашок і уламків біологічно утвореного карбонату кальцію, змішаного з осадом, змитим ерозією практично неживих суші, зрештою утворило вапняковий шар. 
Під час силурійського періоду деяка кількість магнію замінила частину кальцію в карбонатах, повільно утворюючи твердіші доломітові шари таким же чином. Цей доломітовий басейн містить озера Мічиган, Гурон і Ері. 
Світовий рівень моря був на своєму максимумі за весь час в ордовику; коли море відступило, почалася ерозія. 

Цей доломітовий басейн містить озера Мічиган, Гурон та Ері (а геологічні утворення під озерами Верхнє та Онтаріо були сформовані з вулканічних порід - базальти, що вистилають дно та схили басейну цих озер, досягають 1300 футів нижче рівня моря).

## Освоєння та використання
Канал Велланд дозволяє кораблям перетинати ескарп між озерами Ері та Онтаріо на Ніагарському півострові Онтаріо. 

Ескарп був основною перешкодою при будівництві каналу Ері в Нью-Йорку, через нього проходила низка шлюзів; громада, яка виросла на цьому місці, стала відомою як Локпорт, Нью-Йорк. 

У південному Онтаріо Маршрут Брюса проходить уздовж ескарпу від Квінстона на річці Ніагара до Тоберморі на півострові Брюс. 
Шосе 401, найжвавіше в Канаді, також перетинає Ніагарський ескарп, починаючи свій довгий спуск через пагорби, сільськогосподарські угіддя та міста на захід від Мілтона. 
Гамільтон (Онтаріо), знаходиться на ескарпі таким чином, що північна частина міста розташована внизу, а південна — нагорі. З 1892 по 1936 Гамільтонська похила залізниця перевозила людей вгору і вниз з «Гори».
Рельєф і оголений край використовуються кількома вітровими електростанціями, що простягаються від Пайпа до Браунсвіля у Вісконсині. 
Середня швидкість вітру приблизно 29 км/год на цій ділянці.
Багато курортів і гірськолижних зон в Онтаріо, Мічигані, Вісконсині та Нью-Йорку розташовані вздовж ескарпу.